# Strychnine.213
Strychnine.213 es el sexto álbum de la banda belga de Death Metal Aborted, lanzado el 24 de junio de 2008, a través de la discográfica Century Media Records.

## Lista de canciones
1. "Carrion" – 1:46
2. "Ophiolatry on a Hemocite Platter" – 4:51
3. "I35" – 3:45
4. "Pestiferous Subterfuge" – 4:24
5. "The Chyme Congeries" – 3:45
6. "A Murmur in Decrepit Wits" – 4:43
7. "Enterrement of an Idol" – 3:24
8. "Hereditary Bane" – 2:49
9. "Avarice of Vilification" – 3:34
10. "The Obfuscate" – 4:09
11. "Slaughtered" (Pantera cover) – 3:55

## Integrantes
- Sven de Caluwe – deathgrowls
- Sebastián Tuvi – guitarra
- Peter Goemaere – guitarra
- Dan Wilding – batería
- Sven Janssens – bajo